# Viguerie
Et viguerie eller vicaria er en middelalderlig administrativ retskreds brugt i den sydlige del af Frankrig (Occitanien) og i Catalonien. Det har fået sit navn fra vicus dvs. en borg af en hvis betydning, uden nødvendigvis at være en hovedby.
Begrebet dukker op i Karolingernes tid og er fra begyndelsen et hjemsted for en retskreds, med ansvar for såvel civile som kriminalretlige søgsmål.
De fleste forsvinder omkring 1749. I Provence fortsætter de dog frem til revolutionen i 1793.